# Te lo agradezco, pero no
Te lo agradezco, pero no è un singolo del cantante spagnolo Alejandro Sanz e della cantante colombiana Shakira pubblicato l'11 dicembre 2006.